# Флавий Евстахий
Флавия Евстахий (лат. Flavius Eustathius) — восточноримский политик и консул.
В 415—416 годах Евстахий был квестором священного дворца, о чём упоминается в кодексе Феодосия. Между 420 и 422 годом он занимал высокий пост префекта претория Востока, а в 421 году был консулом вместе с Флавием Агриколой.